# گذر
گُذَر در فرهنگ اصطلاحات طهران قدیم به مکانهایی خاص در بافت قدیمی شهر اشاره داشت. گذرها معابری بودند که محلات مختلف شهرهای قدیم و به خصوص طهران را به یکدیگر متصل می‌ساختند. بر اساس نوشته ناصر نجمی بازارهای بی سقف تهران را گذر می‌گفته‌اند.
از گذرهای معروف تهران که تا امروز نیز نام آنها در بین مردم رواج دارد می‌توان به این گذرها اشاره نمود:
گذر امامزاده یحیی، گذر تقی خان، گذر حمام خانم (حمام قبله)، گذر حمام میرزا ولی، گذر حمام نواب، گذر دانگی، گذر دباغخانه، گذر سرپولک، گذر قلی، گذر مروی، گذر مستوفی (منسوب به مستوفی الممالک)، گذر مهدی موش، گذر میرزا محمود وزیر، گذر نوروزخان و البته از همهٔ اینها معروفتر و مصطلح تر، گذر لوطی صالح.